# Maurício, Duque de Monferrato
Maurício José Maria de Saboia (em italiano: Maurizio Giuseppe Maria di Savoia; Turim, 13 de dezembro de 1762 - Sássari, 1 de setembro de 1799) foi um príncipe da casa de Saboia, tendo sido duque de Monferrato.